# Dub War
Dub War war eine vierköpfige britische Metal-Band aus Newport, South Wales. Gegründet im Jahre 1993, bot die Band einen innovativen Mix aus Metal, Punk und Ragga. Dub War wurden auch als die Pioniere des „Ragga Metal“ beschrieben.

## Geschichte
Dub War veröffentlichte zwei Alben über das Metallabel Earache Records. Die Alben heißen Pain (1995) und Wrong Side of Beautiful (1996). Die Band war nur sehr kurzlebig und trennte sich 1999 wieder. Die Trennung wurde durch Konflikte mit dem eigenen Label verursacht. Sänger Benji Webbe gründete anschließend mit Jeff Rose und Martin Ford Skindred.
Am 5. August 2022 wurde mit Westgate Under Fire das erste Dub-War-Album seit über 25 Jahren veröffentlicht.

## Stil
Stilprägend für die Musik von Dub War ist das Mischen verschiedener Musikstile wie Punk, Reggae, Dub, Metal und Ragga. Charakteristisch ist zudem der Gesang von Benji Webbe, der aggressive Töne mit sanfteren Klängen mischt.

## Diskografie

### Alben
- 1994: Words of Dubwarning (Kompilation, Words of Warning)
- 1995: Pain (Earache)
- 1996: Wrong Side of Beautiful (Earache)
- 1998: Step Ta Dis (Kompilation, Earache)
- 2009: Demos 2010
- 2010: The Dub, The War & The Ugly (Kompilation, Earache)
- 2022: Westgate Under Fire (Earache)
- 2022: An Introduction to Dub War (Kompilation, Earache)

### EPs
- 1993: Dub Warning (Words of Warning)
- 1994: Mental (Earache)
- 1995: Enemy Maker (Earache)
- 1996: Soundclash (Earache)
- 1997: Right Side of Beautiful… [The Remixes] (Earache)

### Singles
- 1994: Respected (Words of Warning)
- 1994: Gorrit (Earache)
- 1995: Strike It (Earache)
- 1995: Wrong Side of Beautiful
- 1996: Cry Dignity (Earache)
- 1996: Million Dollar Love (Earache)
- 1997: Dreams & Illusions
- 2016: Fun Done (Saint Ringland Records)